# Ned Azemia
Ned Justeen Azemia (21 agosto 1997) è un ostacolista seychellese, specializzato nei 400 metri ostacoli.

## Biografia
Azemia ha esordito internazionalmente nel 2014 (venendo escluso dai Campionati africani juniores dell'anno precedente per questioni anagrafiche) con la nazionale delle Seychelles. Nel 2016 ha preso parte ai Giochi olimpici di Rio de Janeiro 2016 nei 400 metri ostacoli, fermandosi in batteria ma fissando un nuovo record nazionale. Nel 2019 ha fatto parte della spedizione nazionale ai Mondiali in Qatar.
Nel 2018 è stato reclutato dalla squadra di atletica leggera del Western Texas College in Texas, per poi trasferirsi all'Università di Miami.
Azemia detiene il record nazionale indoor dei 400 metri ostacoli, stabilito nel 2018.

## Palmarès
| Anno | Manifestazione                         | Sede           | Evento   | Risultato  | Prestazione | Note |
| ---- | -------------------------------------- | -------------- | -------- | ---------- | ----------- | ---- |
| 2014 | Mondiali U20                           | Eugene         | 400 m hs | Batteria   | dq          |      |
| 2014 | Campionati africani                    | Marrakech      | 400 m hs | Batteria   | 55"72       |      |
| 2014 | Campionati africani                    | Marrakech      | 4×100 m  | Batteria   | 41"86       |      |
| 2015 | Campionati africani U20                | Addis Abeba    | 400 m ha | 7º         | 55"84       |      |
| 2015 | Campionati africani U20                | Addis Abeba    | 4×100 m  | Batteria   | 42"46       |      |
| 2015 | Giochi delle isole dell'Oceano Indiano | Saint-Denis    | 4×400 m  | Argento    | 3'12"23     |      |
| 2016 | Mondiali U20                           | Bydgoszcz      | 400 m hs | Semifinale | 51"64       |      |
| 2016 | Giochi olimpici                        | Rio de Janeiro | 400 m hs | Batteria   | 50"74       |      |
| 2015 | Giochi della Francofonia               | Abidjan        | 400 m ha | 5º         | 51"35       |      |
| 2015 | Giochi della Francofonia               | Abidjan        | 4×100 m  | Bronzo     | 40"31       |      |
| 2018 | Campionati africani                    | Asaba          | 400 m hs | Batteria   | 52"01       |      |
| 2019 | Giochi panafricani                     | Rabat          | 400 m hs | Batteria   | 50"81       |      |
| 2019 | Mondiali                               | Doha           | 400 m hs | Batteria   | 52"58       |      |
| 2021 | Giochi olimpici                        | Tokyo          | 400 m hs | Batteria   | 51"67       |      |
| 2022 | Mondiali                               | Eugene         | 400 m hs | Batteria   | 53"07       |      |
| 2022 | Giochi del Commonwealth                | Birmingham     | 400 m hs | 7º         | 51"71       |      |